# Кын (приток Васюгана)
Кын — река в Томской области России. Устье реки находится в 826 км по левому берегу реки Васюган. Длина реки составляет 71 км.

## Притоки
- Горелая
- 47 км: Малый Кынёнок
- 49 км: Большой Кынёнок

## Данные водного реестра
По данным государственного водного реестра России относится к Верхнеобскому бассейновому округу, водохозяйственный участок реки — Васюган, речной подбассейн реки — Васюган. Речной бассейн реки — (Верхняя) Обь до впадения Иртыша.